# Juliana Borges
Juliana Vieira Borges (ur. 31 lipca 1977) – brazylijska zapaśniczka. Zajęła osiemnaste miejsce na mistrzostwach świata w 2005. Czwarta na igrzyskach panamerykańskich w 2003. Zdobyła trzy medale mistrzostw panamerykańskich, złoto w 2004 i 2005 roku.